# Castillo de Santiago
Castillo de Santiago är ett slott i Spanien.   Det ligger i provinsen Provincia de Cádiz och regionen Andalusien, i den sydvästra delen av landet, 500 km sydväst om huvudstaden Madrid. Castillo de Santiago ligger 34 meter över havet.
Terrängen runt Castillo de Santiago är platt. Havet är nära Castillo de Santiago åt nordväst. Runt Castillo de Santiago är det tätbefolkat, med 331 invånare per kvadratkilometer. Närmaste större samhälle är Sanlúcar de Barrameda, 0,15 km nordväst om Castillo de Santiago. Trakten runt Castillo de Santiago består till största delen av jordbruksmark.